# モントピリア (原子力潜水艦)
|          |                                                  |
| 艦歴     |                                                  |
| 発注     | 1987年2月6日                                     |
| 起工     | 1989年5月19日                                    |
| 進水     | 1991年8月23日                                    |
| 就役     | 1993年3月13日                                    |
| その後   | 就役中                                           |
| 母港     | バージニア州ノーフォーク                         |
| 性能諸元 |                                                  |
| 排水量   | 満載：6,927 トン、基準：6,000 トン               |
| 全長     | 110.3 m (362 ft)                                 |
| 全幅     | 10 m (33 ft)                                     |
| 喫水     | 9.4 m (31 ft)                                    |
| 最大速   | 水上25 kt (46 km/h)、水中30+ kt (56 km/h)        |
| 潜行深度 | 290 m (950 ft)                                   |
| 機関     | S6G reactor 1基                                  |
| 乗員     | 士官12名、兵員98名                               |
| モットー | Audaces Fortuna Juvat " Fortune Favors the Bold" |
|          |                                                  |

モントピリア(USS Montpelier, SSN-765)は、アメリカ海軍のロサンゼルス級原子力潜水艦の54番艦。艦名はバーモント州モントピリアに因んで命名された。その名を持つ艦としてはクリーブランド級軽巡洋艦3番艦(CL-57)以来3隻目。

## 艦歴
モントピリアの建造は1987年2月6日にバージニア州ニューポート・ニューズのニューポート・ニューズ造船所に発注され、1989年5月19日に起工した。1991年8月23日にナンシー・ヘイズ・スヌヌ夫人によって命名、進水し、1993年3月13日にヴィクター・フィービッグ艦長の指揮下就役した。
モントピリアはイラクの自由作戦でトマホーク巡航ミサイルを発射した最初の潜水艦であった。艦長ウィリアム・J・フレーク中佐の指揮下、「一掃」のため20基のミサイル全てを発射した。
「マイティ・モンティ Mighty Monty」はバージニア州ノーフォークに配備される。

## 事故
2012年10月13日、アメリカ東部沿岸で行われていた演習中に、サン・ジャシント (ミサイル巡洋艦)と接触する事故を起こした。ニューポート・ニューズ造船所に回航されて修理が行われ、衝突時に引きちぎられた操舵は退役した同型艦「ソルトレイク・シティ」から再利用する形で交換された。さらに、衝突で機関部の耐圧殻に損傷が広がっていたため、その交換に時間がかかり、修理には長期間を要するとされている。